# Champagne Heidsieck & Co Monopole

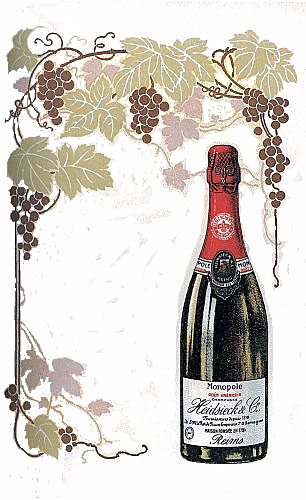
Champagne Heidseick 1900.

Heidsieck & Co Monopole est une maison de Champagne située à Reims dans la Marne.

## Histoire
Heidsieck & Co a été fondée en 1785 par Florens-Louis Heidsieck. Après le décès du fondateur en 1828, ses neveux, Henri-Louis Walbaum, Frédéric-Auguste Delius et Christian Heidsieck, lui succèdent.
En 1838, après plusieurs mésententes, les trois neveux décident de se séparer. Henri Louis Walbaum (1813-1883) poursuit seul l'entreprise en s'associant à son beau-frère Auguste Heidsieck (1796-1870). Le nom de l'entreprise devient alors Walbaum Heidsieck & Co.
En 1860, Henri-Louis Walbaum et Auguste Heidsieck fondent la marque Monopole. Après le décès d'Auguste Heidsieck en 1870, la société Veuve Heidsieck et Co., héritière de Heidsieck & Co, opère sous la houlette de sa veuve pendant quelques années. Son successeur est Florens Walbaum, qui devient le premier président du Syndicat du Commerce des Vins de Champagne de 1882 jusqu'à sa mort en 1893.
En 1882, le nom de l'entreprise change à nouveau pour redevenir Heidsieck & Co. En 1889, l'issue de plusieurs autres changements de nom, la société devient Walbaum, Luling, Goulden & Co, successeurs d'Heidsieck & CO. Elle reçoit alors un mandat impérial de nomination à la cour russe. En 1907, la raison sociale devient Walbaum Goulden & Co, successeurs d'Heidsieck & Co, Maison fondée en 1785. La société reçu un mandat impérial et royal de nomination pour la cour austro-hongroise.
En 1923, Édouard Mignot, fondateur de la chaîne d'épiceries Les Comptoirs Français, rachète la société qui devient alors Champagne Heidsieck & Co Monopole SA.
Après la Seconde Guerre mondiale, la Champagne Academy à Londres est fondée en 1956, avec Heidsieck & Co Monopole parmi ses membres fondateurs.
En 1998, la cuvée Hiedsieck appelée Diamant bleu millésime 1907 a été retrouvée dans l'épave du cargo suédois Jönköping dans le golfe de Finlande. Le navire avait été affrété pour livrer des spiritueux, via la Suède neutre, à la cour impériale du tsar Nicolas II de Russie. Le navire avait été torpillé en 1916 par un sous-marin allemand pendant la Première Guerre mondiale. La majorité des bouteilles ont survécu dans les eaux glaciales. Environ 2000 bouteilles ont été récupérées du navire et ont été vendues aux enchères partout dans le monde comme une nouveauté historique,.
En juillet 2010, un groupe de plongeurs suédois trouve 168 bouteilles des années 1830 à bord d'une épave dans la mer Baltique au large des îles Åland,,. Initialement, on a prétendu que ces bouteilles ont été produites entre 1782 et 1788. Elles ont été envoyées pour analyse en France où elles ont été attribuées à Juglar, une maison de champagne aujourd'hui disparue. En novembre 2010, il a été signalé que l'épave comprenait également des bouteilles de Veuve Clicquot,. Cette maison de champagne a alors déclaré que les experts qui ont vérifié la marque des bouchons « ont pu identifier avec une certitude absolue » que trois des bouteilles étaient les leurs. Les autres bouteilles examinées ont été attribuées à Juglar.
En janvier 2011, de plus amples informations sur les bouteilles d'Åland sont publiées. 95 d'entre elles sont identifiées comme Juglar, 46 comme Veuve Clicquot et au moins quatre comme Heidsieck.
Le 17 novembre 2011, le gouvernement provincial des îles Åland annonce que la plupart des bouteilles doivent être vendues aux enchères. Deux bouteilles de Juglar sont vendues lors de la première vente aux enchères, dont une à 24 000 euros. Six bouteilles de Juglar sont vendues lors d'une seconde vente aux enchères en 2012, ainsi que quatre de Veuve Clicquot et une d'Heidsieck. Le bénéfice des enchères est utilisé pour l'amélioration de la qualité de l'eau dans la mer Baltique et pour la recherche en archéologie marine et histoire navale.
De nos jours, Heidsieck appartient au groupe Vranken-Pommery Monopole qui est situé à Reims, et qui détient également Pommery, Vranken, Château la Gordonne, Domaine Royal de Jarras et Rozès.
Le champagne Heidsieck a beaucoup de pinot noir dans la cuvée standard, ce qui le rend un peu plus lourd dans son style.

## Cuvées
- Blue Top (non millésimé) : C'est le champagne principal de la Maison – Composition : 70 % pinot noir, 20 % Chardonnay, 10 % pinot meunier.
- Blue Top Premiers Crus (non millésimés) – Composition : 60 % Pinot Noir, 40 % Chardonnay.
- Extra Dry (non millésimé) – Composition : 70 % Pinot Noir, 20 % Chardonnay, 10 % Pinot Meunier.
- Gold Top Millésime 2000 – Composition : 35 % Pinot Noir, 35 % Chardonnay, 30 % Pinot Meunier.

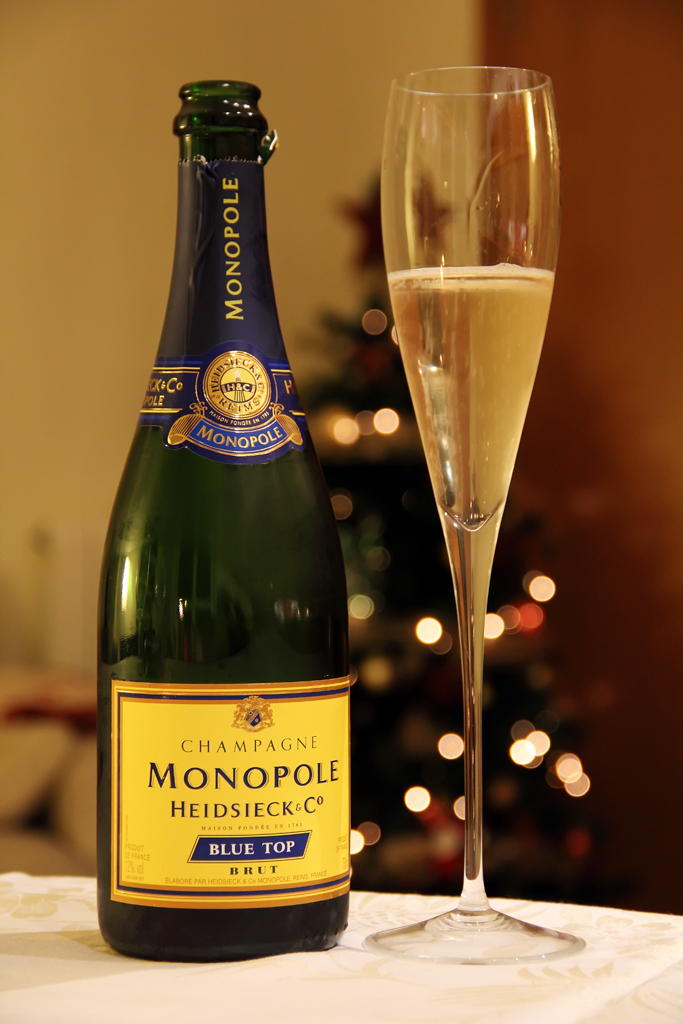
Champagne Heidsieck & Co. Monopole “Blue Top”.
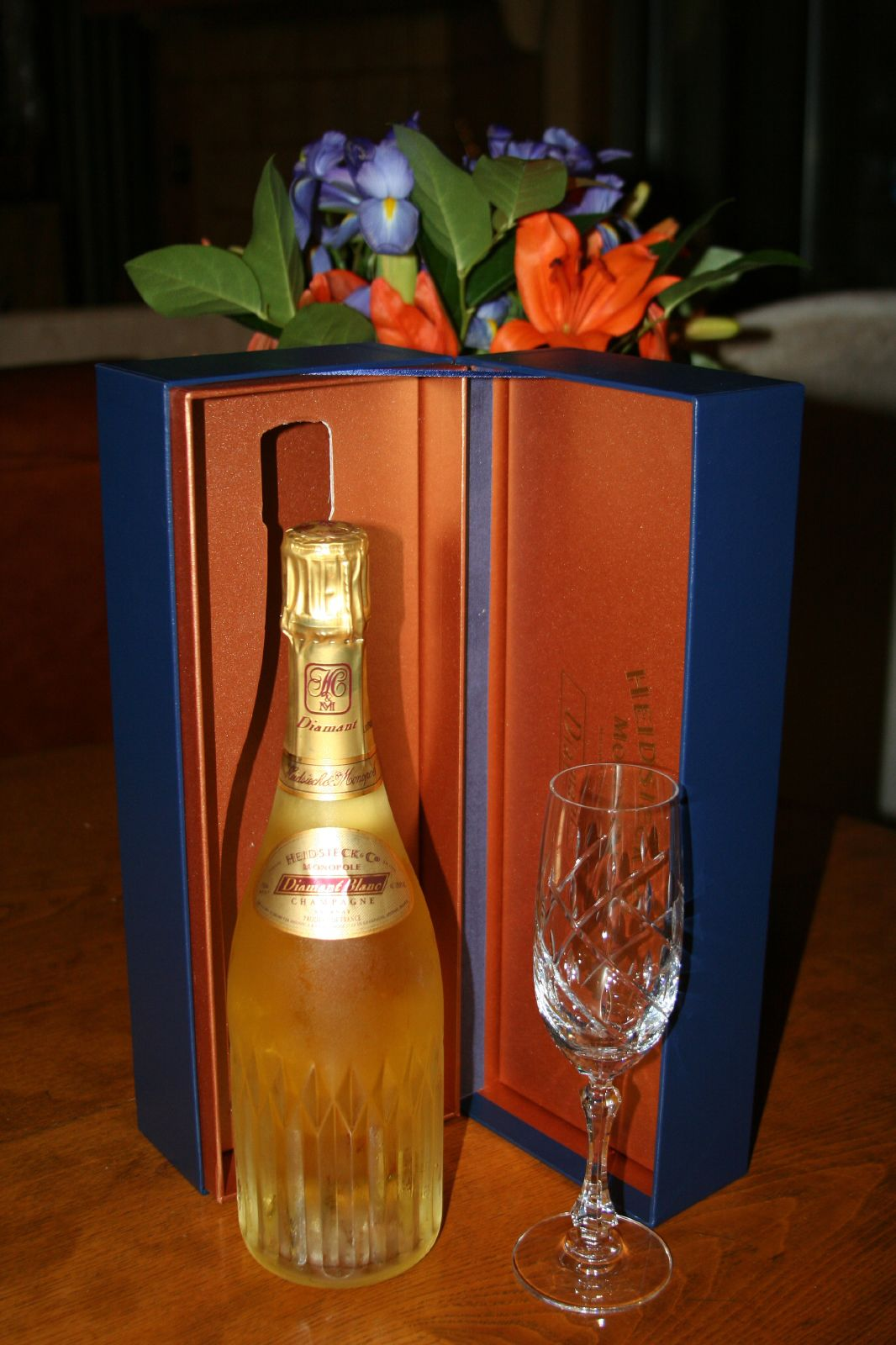
Édition spéciale Champagne et flûte avec coffret.
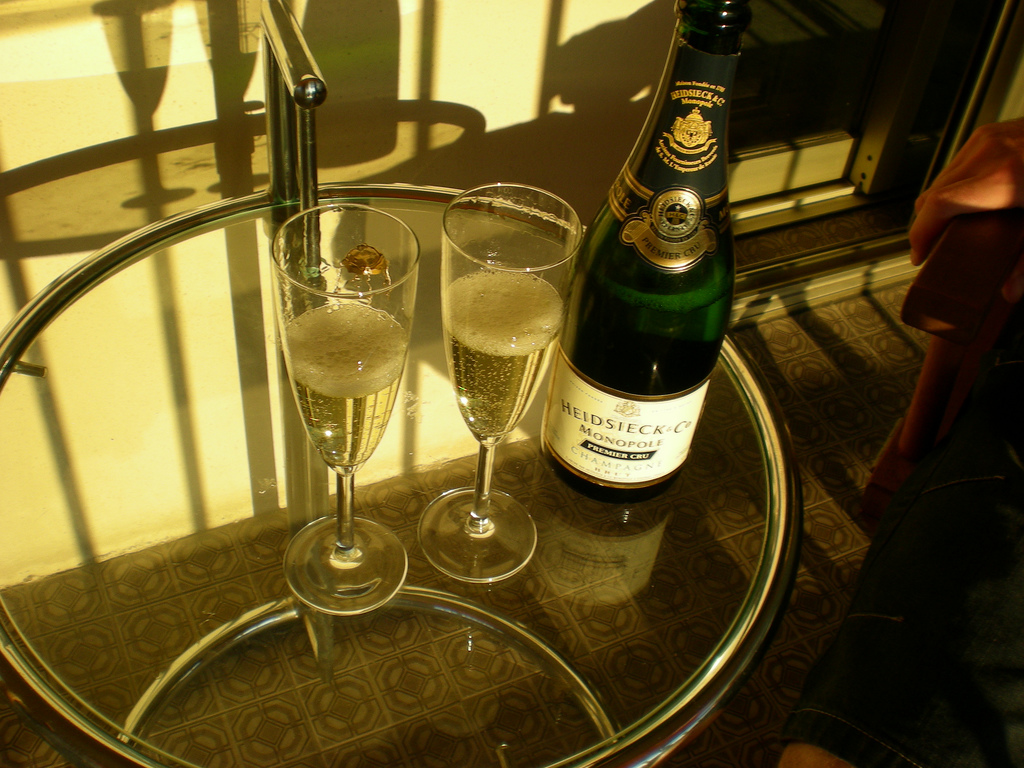
Heidsieck Monopole Premier Cru.